# Ekonomske krize 21. stoljeća
Ovo je popis svih ekonomskih kriza i recesija koje su se pojavile u 21. stoljeću.

## 2000. – 2009.
- Recesija ranih 2000-ih
  - Dot-com mjehur (2000. – 2002.) SAD
- Turska ekonomska kriza 2001.
- Urugvajska bankarska kriza 2002.
- Venezuelski udar 2002. – 2003.
- Financijska kriza 2007. – 2009. (Velika recesija 2009.)
- Recesija kasnih 2000-ih (svjetski)
  - Energijska kriza 2003. (2003. – 2009.) mjehur cijene nafte
  - Hipotekarna kriza 2007. (SAD) (2007. – 2010.)
  - Američki mjehur i Marketna korekcija u SAD-u (2003. – 2011.)
  - Industrijska kriza 2008. (SAD)
  - Islandska financijska kriza 2008.
  - Irska bankarska kriza 2008.
  - Ruska financijska kriza 2008.
  - Latvijska financijska kriza 2008.
  - Venezuelska bankarska kriza 2009.
- Španjolska financijska kriza 2008./16.

## 2010. – 2019.
- Europska vrhovna kriza (EU) (2009. – 2019.)
  - Kriza grčke vlade (2009. – 2019.)
- Portugalska financijska kriza
- Kriza u Venezueli (2012. – danas)
- Ukrajinska kriza (2013. – 2014.)
- Ruska financijska kriza 2014.
- Brazilska ekonomska kriza
- Pad dionica u Kini 2015.
- Kriza turske valute 2018.

## 2020. – 2029.
Veliko zatvaranje (Jedna od najgorih ekonomskih kriza 21. stoljeća koja je izazvana pandemijom COVID-19)